# Route nationale 521d
La route nationale 521d ou RN 521d était une route nationale française reliant Nances à Saint-Alban-de-Montbel.
À la suite de la réforme de 1972, elle a été déclassée en RD 921d.

## Ancien tracé
- Nances
- Aiguebelette-le-Lac
- Lépin-le-Lac
- Saint-Alban-de-Montbel